# Porcuya Km. 52
Porcuya Km. 52, conocido también como El Tigre, es un caserío peruano ubicado en el distrito de Huarmaca, perteneciente a la provincia de Huancabamba del departamento de Piura, al norte del Perú. 

## Ubicación
Porcuya Km. 52 se ubica al sureste de la provincia de Huancabamba, en el distrito de Huarmaca, en el departamento de Piura.

## Demografía
En 2017 Porcuya Km. 52 tenía una población de 70 habitantes.
| Gráfica de evolución demográfica de Porcuya Km. 52 entre 1993 y 2017 |
|                                                                      |
| Fuentes: Población 1993 y 2017                                       |